# This Is What the Edge of Your Seat Was Made For
This Is What the Edge of Your Seat Was Made for è il primo EP del gruppo musicale britannico Bring Me the Horizon, pubblicato nel 2004 dalla Thirty Days of Night Records.
Nel 2016 l'album è stato ripubblicato dalla Epitaph Records anche in formato vinile.

## Tracce
1. They Have No Reflections – 5:42
2. Who Wants Flowers When You're Dead? Nobody – 4:54
3. Rawwwrr! – 4:13
4. Traitors Never Play Hangman – 3:37

## Formazione
- Oliver Sykes – voce
- Lee Malia – chitarra solista
- Curtis Ward – chitarra ritmica
- Matt Kean – basso
- Matt Nicholls – batteria